# Foix
Foix là tỉnh lỵ của tỉnh Ariège, thuộc vùng Occitanie của nước Pháp, có dân số là 9109 người (thời điểm 1999).

## Các thành phố kết nghĩa
- Lerida, Tây Ban Nha

## Những người con của thành phố
- Christian d'Orgeix, họa sĩ